# Ворік (Род-Айленд)
Ворік (англ. Warwick) — місто (англ. city) в США, в окрузі Кент штату Род-Айленд. Населення — 82 823 особи (2020).

## Географія
Ворік розташований за координатами 41°42′3″ пн. ш. 71°25′13″ зх. д. / 41.70083° пн. ш. 71.42028° зх. д. (41.700757, -71.420334). За даними Бюро перепису населення США в 2010 році місто мало площу 128,98 км², з яких 90,77 км² — суходіл та 38,22 км² — водойми.

### Клімат
| Клімат : Ворік                                             | Клімат : Ворік | Клімат : Ворік | Клімат : Ворік | Клімат : Ворік | Клімат : Ворік | Клімат : Ворік | Клімат : Ворік | Клімат : Ворік | Клімат : Ворік | Клімат : Ворік | Клімат : Ворік | Клімат : Ворік | Клімат : Ворік |
| Показник                                                   | Січ.           | Лют.           | Бер.           | Квіт.          | Трав.          | Черв.          | Лип.           | Серп.          | Вер.           | Жовт.          | Лист.          | Груд.          | Рік            |
| Абсолютний максимум, °C                                    | 20,6           | 22,2           | 32,2           | 36,7           | 35,6           | 36,7           | 38,9           | 40,0           | 37,8           | 31,1           | 27,2           | 25,0           | 40,0           |
| Середній максимум, °C                                      | 3,0            | 4,6            | 8,8            | 14,8           | 20,2           | 25,3           | 28,2           | 27,4           | 23,4           | 17,4           | 11,8           | 5,7            | 15,9           |
| Середній мінімум, °C                                       | −6,1           | −4,7           | −1,1           | 4,2            | 9,2            | 14,7           | 17,9           | 17,3           | 12,9           | 6,6            | 2,1            | −3,2           | 5,8            |
| Абсолютний мінімум, °C                                     | −25            | −27,2          | −17,2          | −11,7          | −1,7           | 3,9            | 8,9            | 4,4            | 0,0            | −6,7           | −14,4          | −24,4          | −27,2          |
| Середня кількість сонячних годин на місяць                 | 170,5          | 175,2          | 217,0          | 225,0          | 254,2          | 273,0          | 291,4          | 263,5          | 234,0          | 207,7          | 147,0          | 148,8          | 2607           |
| Норма опадів, мм                                           | 96             | 85             | 127            | 111            | 90             | 92             | 83             | 91             | 100            | 100            | 115            | 107            | 1196           |
| Днів з опадами                                             | 11,0           | 9,7            | 11,9           | 11,3           | 12,0           | 10,9           | 9,4            | 9,0            | 8,7            | 9,4            | 10,1           | 11,6           | 125,0          |
| Днів зі снігом                                             | 5,6            | 4,7            | 3,4            | 0,6            | 0              | 0              | 0              | 0              | 0              | 0              | 0,6            | 3,4            | 18,3           |
| ---------------------------------------------------------- | -------------- | -------------- | -------------- | -------------- | -------------- | -------------- | -------------- | -------------- | -------------- | -------------- | -------------- | -------------- | -------------- |
| Джерело: NOAA (extremes 1904–present), The Weather Channel |                |                |                |                |                |                |                |                |                |                |                |                |                |

## Демографія

### Перепис 2010
Згідно з переписом 2010 року, у місті мешкали 82 672 особи в 35 234 домогосподарствах у складі 21 495 родин. Густота населення становила 641 особа/км². Було 37730 помешкань (293/км²).
Расовий склад населення:
| - 92,7 % — білих - 2,3 % — азіатів - 1,7 % — чорних або афроамериканців - 0,3 % — корінних американців - 1,1 % — осіб інших рас |

До двох чи більше рас належало 1,9 %. Частка іспаномовних становила 3,4 % від усіх жителів.
За віковим діапазоном населення розподілялося таким чином: 19,1 % — особи молодші 18 років, 63,8 % — особи у віці 18—64 років, 17,1 % — особи у віці 65 років та старші. Медіана віку мешканця становила 43,7 року. На 100 осіб жіночої статі у місті припадало 91,7 чоловіків; на 100 жінок у віці від 18 років та старших — 88,3 чоловіків також старших 18 років.
Середній дохід на одне домашнє господарство становив 80 855 доларів США (медіана — 66 044), а середній дохід на одну сім'ю — 96 493 долари (медіана — 82 937). Медіана доходів становила 55 070 доларів для чоловіків та 45 883 долари для жінок. За межею бідності перебувало 7,0 % осіб, у тому числі 8,5 % дітей у віці до 18 років та 7,0 % осіб у віці 65 років та старших.
Цивільне працевлаштоване населення становило 43 306 осіб. Основні галузі зайнятості: освіта, охорона здоров'я та соціальна допомога — 25,4 %, роздрібна торгівля — 12,4 %, виробництво — 10,1 %, мистецтво, розваги та відпочинок — 9,4 %.

### Перепис 2000
За даними перепису 2000 року
на території муніципалітету мешкало 85 808 людей, було 35 517 садиб та 22 979 сімей.
Густота населення становила 933,3 осіб/км². З 35 517 садиб у 27,4 % проживали діти до 18 років, подружніх пар, що мешкали разом, було 50,7 %,
садиб, у яких господиня не мала чоловіка — 10,2 %, садиб без сім'ї — 35,3 %.
Власники 13,2 % садиб мали вік, що перевищував 65 років, а в 29,8 % садиб принаймні одна людина була старшою за 65 років. Кількість людей у середньому на садибу становила 2,39, а в середньому на родину 2,99.
Середній річний дохід на садибу становив 46 483 доларів США, а на родину — 56 225 доларів США. Чоловіки мали дохід 39 455 доларів, жінки — 28 946 доларів. Дохід на душу населення був 23 410 доларів. Приблизно 4,2 % родин та 5,9 % населення жили за межею бідності.
Медіанний вік населення становив 40 років. На кожних 100 жінок віком понад 18 років припадало 87,2 чоловіків.